# Stolen Identity
Pour plus de détails, voir Fiche technique et Distribution.
Stolen Identity (スマホを落としただけなのに, Sumaho o Otoshita dake nanoni, litt. « Mais j'ai juste fait tomber mon smartphone ») est un thriller japonais réalisé par Hideo Nakata et sorti le 2 novembre 2018 au Japon. Il s'agit de l'adaptation du roman éponyme d'Akira Shiga, publié en avril 2017.
Il totalise environ 15 millions $ de recettes au box-office japonais de 2018.

## Synopsis
Un jour, le petit-ami d'Asami Inaba (Keiko Kitagawa), travailleuse intérimaire dans une entreprise, oublie par mégarde son téléphone dans un taxi. Dès lors, de mystérieuses choses leur arrivent. Ses cartes de crédit commencent à afficher des dépenses pour des achats qu’elle n’a jamais fait et elle est impliquée dans une grave affaire juridique. Craignant que son identité et celle de son petit-ami aient été volé, elle tente de tout arranger.

## Distribution
- Keiko Kitagawa : Asami Inaba
- Yūdai Chiba (en) : Manabu Kagaya
- Ryō Narita (en) : Yoshiharu Urano
- Kei Tanaka (en) : Makoto Tomita